# Sabana del Beni
Las sabanas del Beni (conocida en Bolivia como Sabanas Inundables de Bolivia  y  en Perú como Sabana de Palmeras) son una ecorregión de la ecozona neotropical que se extiende en los llanos de Moxos, al noreste de las estribaciones de los Andes y al sudoeste de la cuenca del Amazonas. Abarca principalmente gran parte del norte de Bolivia (departamentos de Beni, Cochabamba, La Paz, Pando, y Santa Cruz) y pequeñas regiones del sureste del Perú (departamentos de Madre de Dios y Puno) y Brasil (pequeñas áreas del río Iténez o Guaporé en el estado de Rondônia). Consiste en un pastizal formado por sabanas y humedales estacionales con extensos bosques subtropicales.
Características:
Las sabanas del Beni o sabanas de palmeras tienen una altitud aproximada de 300 m s. n. m. El clima característico de la Sabana del Beni es muy variante debido al área tan extenso que ocupa.